# Andrej Škerlep
Andrej Škerlep, slovenski komunikolog, semiotik in publicist, * 1956, Ljubljana.
Na Filozofski fakulteti Univerze v Ljubljani je študiral filozofijo in sociologijo. Magisterij je nadaljeval na Fakulteti za družbene vede, kjer je leta 1989 magistriral in leta 1996 doktoriral iz komunikologije. Dodatno se je leta 1990 izpopolnjeval na Centru za komunikacije in informacijske študije na Univerzi v Westminstru. Leta 1985 je na FDV postal asistent in mladi raziskovalec na Fakulteti za družbene vede.